# Elecciones federales de Alemania de marzo de 1933
Las elecciones federales de Alemania de 1933 tuvieron lugar el 5 de marzo del mencionado año, con el propósito de elegir a los miembros del IX Reichstag, para el período 1933-1937. Fueron las novenas y últimas elecciones de la República de Weimar, y las primeras desde la llegada al poder del Partido Nacionalsocialista Obrero Alemán o Partido Nazi (NSDAP) con Adolf Hitler. Serían también las últimas elecciones en las que se utilizó el sistema de representación proporcional por listas, y los últimos comicios competitivos que se realizarían en una Alemania unida hasta las elecciones de 1990. Las elecciones fueron adelantadas con el objetivo de dotar al gobierno de Hitler de una mayoría parlamentaria viable para poder gobernar en solitario y poner fin al período de estancamiento parlamentario iniciado en septiembre de 1930, que había llevado a un estado caótico, en el que el presidente Paul von Hindenburg designaba y destituía cancilleres por decreto, perdiendo el Reichstag cada vez más poder.
Pese a que el gobierno permitió por última vez que fuerzas opositoras se presentaran a los comicios, incluyendo el Partido Comunista (KPD), las elecciones no fueron completamente libres y se realizaron en el marco de una atmósfera violenta, restringiendo el gobierno severamente el margen de maniobra de la oposición. El Partido Nazi abusó de los recursos del Estado para financiar su campaña y recurrió a la intimidación directa y a inspirar temor hacia «una guerra civil causada por los comunistas». Durante la campaña, se produjo el incendio de la sede del Reichstag, que el gobierno de Hitler utilizó como excusa para culpar a los comunistas y aprobar un decreto de estado de emergencia que le permitía arrestar a líderes opositores, incluso a los que gozaran de inmunidad parlamentaria.
Sin embargo, el resultado decepcionó al gobierno. El Partido Nazi logró un amplio triunfo con el 43,91 % del voto popular y 288 de los 647 escaños. A pesar de las restricciones, la intimidación y la financiación estatal, el nazismo fracasó en obtener la mayoría absoluta legislativa. El Partido Socialdemócrata (SPD), presidido por Otto Wels, que después de los comunistas era el segundo partido más afectado por la represión, logró retener un electorado estable, perdiendo menos de 70 000 votos con respecto a los anteriores comicios, y obtener un 18,25 % de los sufragios y 120 escaños (uno menos que en noviembre de 1932). El KPD, liderado por Ernst Thälmann, sufrió un fuerte declive como consecuencia de las purgas y obtuvo solo el 12.32% y 81 escaños, perdiendo un millón de votos. Ninguno de sus diputados electos llegaría a asumir. El Partido de Centro (Zentrum), por su parte, experimentó un crecimiento de votos leve, con un 11,25 %. El Partido Nacional del Pueblo Alemán (DNVP) logró el 7,97 % y 52 escaños. Las demás bancas fueron a parar a fuerzas regionales o minoritarias. La participación se ubicó en un 88,74 % del electorado registrado.
Aunque no logró la mayoría, Hitler logró un acuerdo de coalición con el Zentrum, liderado por Ludwig Kaas, y el DNVP, liderado por Alfred Hugenberg, formando gobierno y poniendo fin al estancamiento parlamentario. Tan solo tres semanas después de las elecciones, habiendo arrestado a todos los diputados comunistas y casi todos los socialdemócratas, Hitler logró el 23 de marzo la aprobación de la Ley Habilitante, que acabó con la democracia parlamentaria, instaurando un régimen totalitario y dando inicio al período histórico conocido como Alemania nazi.

## Antecedentes
El 30 de enero de 1933, en la primera sesión de gabinete del nuevo gobierno de Adolf Hitler, se trató el asunto de conseguir la mayoría parlamentaria necesaria para gobernar sin los decretos presidenciales del anciano Mariscal Paul von Hindenburg. Solamente los nacionalistas apoyaban a los nazis en el Parlamento, y luego de que Hermann Goering reportara una serie de demandas que los centristas exigían para apoyar a Hitler, Alfred Hugenberg sugirió suprimir el Partido Comunista, con el objetivo de eliminar a sus 99 asientos y obtener la mayoría. Hitler rechazó esta sugerencia y se reunió con el líder del Partido del Centro (ZP), el sacerdote católico Ludwig Kaas, quien le entregó una lista de concesiones que entraban en conflicto con los intereses de Hugenberg. Hitler engañó primero a su gabinete y luego al Presidente Hindenburg, informándole de que las demandas centristas eran imposibles de cumplir, y solicitó la inmediata disolución del Parlamento y la convocatoria de nuevas elecciones. Franz von Papen, aliado de Hitler en el gabinete, aceptó estas elecciones, pero sólo tras hacer prometer a Hitler que conservaría el gobierno independientemente de los resultados de las elecciones.

## Campaña
En la campaña electoral el Partido Nazi hizo uso de los recursos estatales. Joseph Goebbels escribió en su diario a inicios de febrero:

Ahora será fácil llevar a cabo la lucha, porque podemos recurrir a todos los recursos del Estado. La prensa y la radio están a nuestra disposición.

Los nazis no solo utilizaron recursos estatales en su campaña. El 20 de febrero el Canciller Hitler, Göring y Hjalmar Schacht se reunieron con unos veinte industriales, entre los que destacaban Gustav Krupp (Krupp), Carl Bosch (IG Farben), Georg von Schnitzler (IG Farben) y Albert Vogler (Vereinigte Stahlwerke AG). En esta reunión, Hitler prometió eliminar a los marxistas y reconstruir el Ejército. También les aseguró que fuera cual fuera el resultado de las elecciones, no entregaría el poder y lo mantendría utilizando "otros medios" y "otras armas". Göring, por su parte, solicitó un sacrificio monetario a los industriales, informándoles que después de las elecciones pasarían diez años hasta las siguientes, o incluso hasta cien años. De esta reunión, el Dr. Schacht aseguró haber obtenido 3 millones de marcos de la época.
A inicios de febrero, el gobierno alemán prohibió la reunión de comunistas y abolió la prensa de este movimiento. Las concentraciones de los socialdemócratas fueron prohibidas, y las SA irrumpieron en las que se formaban. Los periódicos socialdemócratas fueron suspendidos frecuentemente. Los centristas también fueron perseguidos y hasta el excanciller Heinrich Brüning tuvo que buscar protección en la policía cuando los camisas pardas irrumpieron cuando estaba dictando un discurso.
Unos 51 miembros de movimientos opuestos al nazismo fueron asesinados durante la campaña electoral. Por su parte, los nazis denunciaron haber perdido 18 seguidores como resultado de esta violencia.
Desde su cargo de Ministro del Interior del Estado Libre de Prusia, Göring procedió a instruir a la policía para que no atacara a las SS, las SA y los "Cascos de Acero", organizaciones paramilitares nacionalistas o bajo el control nazi. Sin embargo, les dio instrucciones de que utilizasen sus armas contra aquellas fuerzas "hostiles al Estado", amenazando a todo policía que se negase con un castigo. El 22 de febrero creó una policía auxiliar de 50 000 hombres, compuesta principalmente por miembros de las SS y las SA.
El 23 de febrero, los socialdemócratas preguntaron a los comunistas si podían unirse antes de que el desastre fuera total. Ernst Torgler, el líder del grupo comunista en el Reichstag, respondió que primero era necesario que los nazis tomaran todo el poder, para que luego pudiese ocurrir la "revolución del proletariado", que estimaba ocurriría "cuatro semanas" después.
El 24 de febrero, los nazis revelaron una supuesta conspiración comunista contra el gobierno, basándose en unos documentos encontrados en el cuartel general de los comunistas, que había sido abandonado hacía varias semanas, pero este "complot" fue recibido con escepticismo por el público alemán.
El 27 de febrero ocurrió el incendio del Reichstag y el gobierno alemán de inmediato responsabilizó a los comunistas. Hitler logró que el presidente Hindenburg firmase el Decreto del Incendio del Reichstag, anulando temporalmente varios derechos constitucionales, como la libertad de prensa, de expresión, de reunión y la privacidad de las comunicaciones. Además, el gobierno federal podía tomar el control de los gobiernos regionales y se ampliaba el número de delitos que se podían castigar con la pena de muerte. Unos 4000 comunistas fueron arrestados, así como un número importante de socialdemócratas. Incluso varios miembros del Parlamento fueron encarcelados, a pesar de que contaban con inmunidad parlamentaria. 
El incendio del Reichstag provocó una ola de histeria en la clase media y los campesinos, que acudieron masivamente a votar por los nazis, por miedo al aparente (pero falso) comienzo de una guerra civil iniciada por los comunistas. El gobierno declaró contar con documentos que probaban esta conspiración contra el Estado, pero estos nunca fueron presentados.

## Resultados

### General
El 5 de marzo de 1933 se realizaron las elecciones parlamentarias.
|  | 43.91 % |

|  | 18.25 % |

|  | 12.32 % |

|  | 11.25 % |

|  | 7.97 % |

|  | 2.73 % |

|  | 0.85 % |

|  | 0.98 % |

|  | 1.10 % |

|  | 0.29 % |

|  | 0.21 % |

|  | 0.12 % |

|  | 0.01 % |

|  | 0.00 % |

|  | 99.21 % |

|  | 0.79 % |

|  | 100.00 % |

|  | 88.74 % |

### Resumen de resultados
| \| Voto popular \| Voto popular \| Voto popular \| Voto popular \| Voto popular \| \| ------------ \| ------------ \| ------------ \| ------------ \| ------------ \| \| \| \| \| \| \| \| NSDAP \| NSDAP \| \| 43.91 % \| 43.91 % \| \| SPD \| SPD \| \| 18.25 % \| 18.25 % \| \| KPD \| KPD \| \| 12.32 % \| 12.32 % \| \| Zentrum \| Zentrum \| \| 11.25 % \| 11.25 % \| \| DNVP+DS+RL \| DNVP+DS+RL \| \| 7.97 % \| 7.97 % \| \| BVP \| BVP \| \| 2.73 % \| 2.73 % \| \| DVP \| DVP \| \| 1.10 % \| 1.10 % \| \| CSVD \| CSVD \| \| 0.98 % \| 0.98 % \| \| GSP \| GSP \| \| 0.85 % \| 0.85 % \| \| Otros \| Otros \| \| 0.63 % \| 0.63 % \| |            |  |         |         |
| Voto popular |            |  |         |         |
| |            |  |         |         |
| NSDAP | NSDAP      |  | 43.91 % | 43.91 % |
| SPD | SPD        |  | 18.25 % | 18.25 % |
| KPD | KPD        |  | 12.32 % | 12.32 % |
| Zentrum | Zentrum    |  | 11.25 % | 11.25 % |
| DNVP+DS+RL | DNVP+DS+RL |  | 7.97 %  | 7.97 %  |
| BVP | BVP        |  | 2.73 %  | 2.73 %  |
| DVP | DVP        |  | 1.10 %  | 1.10 %  |
| CSVD | CSVD       |  | 0.98 %  | 0.98 %  |
| GSP | GSP        |  | 0.85 %  | 0.85 %  |
| Otros | Otros      |  | 0.63 %  | 0.63 %  |

### Resumen de asientos
| \| Voto popular \| Voto popular \| Voto popular \| Voto popular \| Voto popular \| \| ------------ \| ------------ \| ------------ \| ------------ \| ------------ \| \| \| \| \| \| \| \| NSDAP \| NSDAP \| \| 44.51 % \| 44.51 % \| \| SPD \| SPD \| \| 18.55 % \| 18.55 % \| \| KPD \| KPD \| \| 12.52 % \| 12.52 % \| \| Zentrum \| Zentrum \| \| 11.28 % \| 11.28 % \| \| DNVP+DS+RL \| DNVP+DS+RL \| \| 8.24 % \| 8.24 % \| \| BVP \| BVP \| \| 2.94 % \| 2.94 % \| \| GSP \| GSP \| \| 0.77 % \| 0.77 % \| \| CSVD \| CSVD \| \| 0.61 % \| 0.61 % \| \| DVP \| DVP \| \| 0.31 % \| 0.31 % \| \| Otros \| Otros \| \| 0.46 % \| 0.46 % \| |            |  |         |         |
| Voto popular |            |  |         |         |
| |            |  |         |         |
| NSDAP | NSDAP      |  | 44.51 % | 44.51 % |
| SPD | SPD        |  | 18.55 % | 18.55 % |
| KPD | KPD        |  | 12.52 % | 12.52 % |
| Zentrum | Zentrum    |  | 11.28 % | 11.28 % |
| DNVP+DS+RL | DNVP+DS+RL |  | 8.24 %  | 8.24 %  |
| BVP | BVP        |  | 2.94 %  | 2.94 %  |
| GSP | GSP        |  | 0.77 %  | 0.77 %  |
| CSVD | CSVD       |  | 0.61 %  | 0.61 %  |
| DVP | DVP        |  | 0.31 %  | 0.31 %  |
| Otros | Otros      |  | 0.46 %  | 0.46 %  |

### Resultado por circunscripción
| Resultados de las elecciones por circunscripción electoral | Resultados de las elecciones por circunscripción electoral | Resultados de las elecciones por circunscripción electoral | Resultados de las elecciones por circunscripción electoral | Resultados de las elecciones por circunscripción electoral | Resultados de las elecciones por circunscripción electoral | Resultados de las elecciones por circunscripción electoral | Resultados de las elecciones por circunscripción electoral | Resultados de las elecciones por circunscripción electoral | Resultados de las elecciones por circunscripción electoral | Resultados de las elecciones por circunscripción electoral |
|                                                            |                                                            |                                                            |                                                            |                                                            |                                                            |                                                            |                                                            |                                                            |                                                            |                                                            |
| ---------------------------------------------------------- | ---------------------------------------------------------- | ---------------------------------------------------------- | ---------------------------------------------------------- | ---------------------------------------------------------- | ---------------------------------------------------------- | ---------------------------------------------------------- | ---------------------------------------------------------- | ---------------------------------------------------------- | ---------------------------------------------------------- | ---------------------------------------------------------- |
| N.º                                                        | Circunscripción electoral                                  | Votos válidos                                              | NSDAP Superior izquierda                                   | NSDAP Superior izquierda                                   | SPD Superior derecha                                       | SPD Superior derecha                                       | KPD Inferior izquierda                                     | KPD Inferior izquierda                                     | Zentrum + BVP Inferior derecha                             | Zentrum + BVP Inferior derecha                             |
| N.º                                                        | Circunscripción electoral                                  | Votos válidos                                              | Votos                                                      | %                                                          | Votos                                                      | %                                                          | Votos                                                      | %                                                          | Votos                                                      | %                                                          |
| 1                                                          | Prusia Oriental                                            | 1.236.294                                                  | 698.409                                                    | 56,49                                                      | 180.225                                                    | 14,58                                                      | 107.092                                                    | 8,66                                                       | 80.842                                                     | 6,54                                                       |
| 2                                                          | Berlín                                                     | 1.276.338                                                  | 398.687                                                    | 31,24                                                      | 287.481                                                    | 22,52                                                      | 383.423                                                    | 30,04                                                      | 60.253                                                     | 4,72                                                       |
| 3                                                          | Potsdam II                                                 | 1.269.926                                                  | 485.481                                                    | 38,23                                                      | 261.096                                                    | 20,56                                                      | 225.538                                                    | 17,76                                                      | 65.953                                                     | 5,19                                                       |
| 4                                                          | Potsdam I                                                  | 1.314.548                                                  | 583.977                                                    | 44,42                                                      | 272.739                                                    | 20,75                                                      | 237.009                                                    | 18,03                                                      | 37.258                                                     | 2,83                                                       |
| 5                                                          | Fráncfort del Óder                                         | 996.260                                                    | 549.846                                                    | 55,19                                                      | 185.574                                                    | 18,63                                                      | 74.089                                                     | 7,44                                                       | 59.309                                                     | 5,95                                                       |
| 6                                                          | Pomerania                                                  | 1.088.462                                                  | 612.736                                                    | 56,29                                                      | 176.487                                                    | 16,21                                                      | 82.514                                                     | 7,58                                                       | 12.436                                                     | 1,14                                                       |
| 7                                                          | Breslavia                                                  | 1.172.229                                                  | 588.237                                                    | 50,18                                                      | 225.538                                                    | 19,24                                                      | 96.323                                                     | 8,22                                                       | 155.975                                                    | 13,31                                                      |
| 8                                                          | Liegnitz                                                   | 754.770                                                    | 407.799                                                    | 54,03                                                      | 161.447                                                    | 21,39                                                      | 50.355                                                     | 6,67                                                       | 48.647                                                     | 6,45                                                       |
| 9                                                          | Oppeln                                                     | 780.554                                                    | 337.217                                                    | 43,20                                                      | 54.006                                                     | 6,92                                                       | 72.117                                                     | 9,24                                                       | 252.331                                                    | 32,33                                                      |
| 10                                                         | Magdeburgo                                                 | 1.053.157                                                  | 497.826                                                    | 47,27                                                      | 290.713                                                    | 27,60                                                      | 110.903                                                    | 10,53                                                      | 19.272                                                     | 1,83                                                       |
| 11                                                         | Merseburg                                                  | 900.550                                                    | 417.666                                                    | 46,38                                                      | 147.642                                                    | 16,39                                                      | 193.398                                                    | 21,48                                                      | 13.785                                                     | 1,53                                                       |
| 12                                                         | Turingia                                                   | 1.415.522                                                  | 668.216                                                    | 47,21                                                      | 272.374                                                    | 19,24                                                      | 214.509                                                    | 15,15                                                      | 58.269                                                     | 4,12                                                       |
| 13                                                         | Schleswig-Holstein                                         | 1.004.421                                                  | 533.743                                                    | 53,14                                                      | 222.479                                                    | 22,15                                                      | 107.481                                                    | 10,70                                                      | 10.285                                                     | 1,02                                                       |
| 14                                                         | Weser-Ems                                                  | 924.633                                                    | 383.005                                                    | 41,42                                                      | 181.086                                                    | 19,58                                                      | 73.049                                                     | 7,90                                                       | 148.666                                                    | 16,08                                                      |
| 15                                                         | Hanóver oriental                                           | 653.409                                                    | 354.826                                                    | 54,30                                                      | 128.714                                                    | 19,70                                                      | 49.027                                                     | 7,50                                                       | 8.312                                                      | 1,27                                                       |
| 16                                                         | Hanóver del Sur-Brunswick                                  | 1.266.768                                                  | 616.828                                                    | 48,69                                                      | 353.510                                                    | 27,91                                                      | 94.709                                                     | 7,48                                                       | 57.873                                                     | 4,57                                                       |
| 17                                                         | Westfalia del Norte                                        | 1.514.186                                                  | 527.911                                                    | 34,86                                                      | 236.670                                                    | 15,63                                                      | 162.345                                                    | 10,72                                                      | 434.519                                                    | 28,70                                                      |
| 18                                                         | Westfalia del Sur                                          | 1.568.741                                                  | 529.580                                                    | 33,76                                                      | 259.646                                                    | 16,55                                                      | 264.147                                                    | 16,84                                                      | 352.215                                                    | 22,45                                                      |
| 19                                                         | Hesse-Nassau                                               | 1.572.325                                                  | 775.976                                                    | 49,35                                                      | 294.635                                                    | 18,74                                                      | 141.325                                                    | 8,99                                                       | 219.144                                                    | 13,94                                                      |
| 20                                                         | Colonia-Aquisgrán                                          | 1.320.137                                                  | 396.694                                                    | 30,05                                                      | 158.881                                                    | 12,04                                                      | 188.067                                                    | 14,25                                                      | 473.368                                                    | 35,86                                                      |
| 21                                                         | Coblenza-Tréveris                                          | 736.925                                                    | 283.135                                                    | 38,42                                                      | 51.922                                                     | 7,05                                                       | 44.292                                                     | 6,01                                                       | 301.079                                                    | 40,86                                                      |
| 22                                                         | Düsseldorf oriental                                        | 1.352.072                                                  | 505.146                                                    | 37,36                                                      | 142.037                                                    | 10,51                                                      | 304.751                                                    | 22,54                                                      | 265.348                                                    | 19,63                                                      |
| 23                                                         | Düsseldorf occidental                                      | 1.128.044                                                  | 397.211                                                    | 35,21                                                      | 102.076                                                    | 9,05                                                       | 174.367                                                    | 15,46                                                      | 343.181                                                    | 30,42                                                      |
| 24                                                         | Alta Baviera-Suabia                                        | 1.551.079                                                  | 635.205                                                    | 40,95                                                      | 216.641                                                    | 13,97                                                      | 108.401                                                    | 6,99                                                       | 449.882                                                    | 29,00                                                      |
| 25                                                         | Baja Baviera                                               | 718.328                                                    | 281.547                                                    | 39,19                                                      | 67.244                                                     | 9,36                                                       | 37.544                                                     | 5,23                                                       | 270.183                                                    | 37,61                                                      |
| 26                                                         | Franconia                                                  | 1.577.548                                                  | 720.275                                                    | 45,66                                                      | 306.122                                                    | 19,40                                                      | 78.883                                                     | 5,00                                                       | 353.486                                                    | 22,41                                                      |
| 27                                                         | Palatinado                                                 | 588.144                                                    | 273.750                                                    | 46,54                                                      | 98.621                                                     | 16,77                                                      | 53.189                                                     | 9,04                                                       | 133.523                                                    | 22,70                                                      |
| 28                                                         | Dresde-Bautzen                                             | 1.235.699                                                  | 538.414                                                    | 43,57                                                      | 350.736                                                    | 28,38                                                      | 165.000                                                    | 13,35                                                      | 24.103                                                     | 1,95                                                       |
| 29                                                         | Leipzig                                                    | 913.260                                                    | 365.456                                                    | 40,02                                                      | 274.654                                                    | 30,07                                                      | 158.811                                                    | 17,39                                                      | 9.462                                                      | 1,04                                                       |
| 30                                                         | Chemnitz-Zwickau                                           | 1.227.287                                                  | 613.981                                                    | 50,03                                                      | 260.893                                                    | 21,26                                                      | 233.051                                                    | 18,99                                                      | 7.907                                                      | 0,64                                                       |
| 31                                                         | Wurtemberg                                                 | 1.582.799                                                  | 663.906                                                    | 41,95                                                      | 233.103                                                    | 14,73                                                      | 145.180                                                    | 9,17                                                       | 280.435                                                    | 17,72                                                      |
| 32                                                         | Baden                                                      | 1.382.525                                                  | 627.156                                                    | 45,36                                                      | 164.963                                                    | 11,93                                                      | 134.771                                                    | 9,75                                                       | 350.471                                                    | 25,35                                                      |
| 33                                                         | Hesse-Darmstadt                                            | 886.658                                                    | 420.513                                                    | 47,43                                                      | 192.443                                                    | 21,70                                                      | 96.479                                                     | 10,88                                                      | 120.461                                                    | 13,59                                                      |
| 34                                                         | Hamburgo                                                   | 820.513                                                    | 318.746                                                    | 38,85                                                      | 220.748                                                    | 26,90                                                      | 144.333                                                    | 17,59                                                      | 15.714                                                     | 1,92                                                       |
| 35                                                         | Mecklemburgo                                               | 559.191                                                    | 268.227                                                    | 47,97                                                      | 148.127                                                    | 26,49                                                      | 41.467                                                     | 7,42                                                       | 4.604                                                      | 0,82                                                       |

## Consecuencias

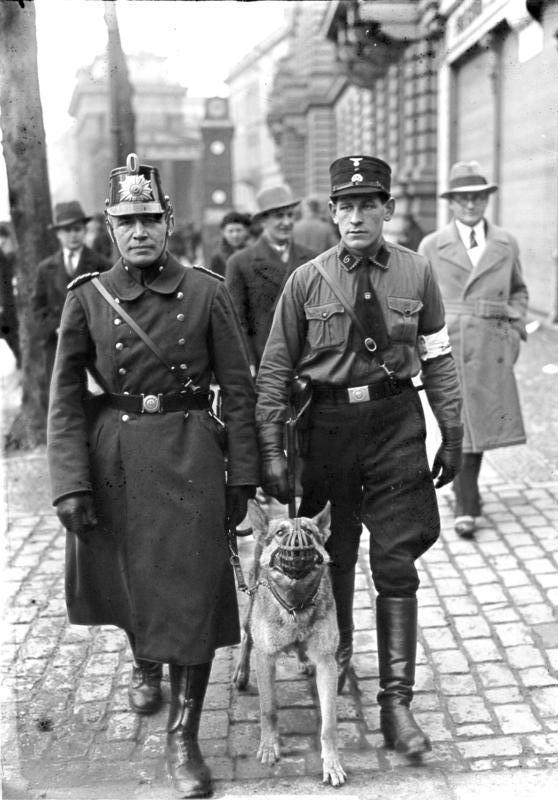
Una patrulla compuesta por un policía y un miembro de las SA, de patrulla durante las elecciones.

A pesar de la ventaja derivada de que el Partido Nazi hizo uso de los recursos del Estado, los nazis no lograron obtener la mayoría parlamentaria, y tuvieron que recurrir de nuevo a los nacionalistas de Hugenberg, que experimentaron un crecimiento decepcionante, para poder gobernar. Sin embargo, Hitler todavía no conseguía el apoyo del 66,6% del Parlamento, necesario para aprobar una ley habilitante que acabaría con la democracia parlamentaria y lo convertiría en un dictador constitucional.
Por otro lado, a pesar del hostigamiento que recibían del Estado, los movimientos perseguidos no salieron tan debilitados en las elecciones. El Partido del Centro llegó incluso a experimentar un crecimiento en sus votantes, y los socialdemócratas solo perdieron 70 mil electores. El Partido Comunista sí fue golpeado, ya que perdió un millón de votantes.
El 15 de marzo se realizó otra reunión de gabinete donde se discutió la manera de obtener la mayoría de dos tercios necesarios para aprobar la Ley Habilitante que Hitler exigía. En vista de que los 81 miembros comunistas del Reichstag habían sido expulsados o arrestados, el número de asientos necesarios para alcanzar los dos tercios por los nazis era menor. Se decidió arrestar a los miembros socialdemócratas que fueran necesarios hasta alcanzar la mayoría deseada, haciendo uso del Decreto del Incendio del Reichstag.
En aquel momento, la única fuerza que podía oponerse a que el Canciller Hitler recibiera los poderes que le daba la Ley Habilitante era el Presidente Hindenburg, pero el recién nombrado Ministro de Propaganda, Goebbels, elaboró una ceremonia para la apertura del VIII Reichstag, el 21 de marzo, donde Hitler rindió homenaje al Presidente, haciendo uso de elementos prusianos que conmovieron al anciano Mariscal de Campo.
El 23 de marzo fue presentada la Ley Habilitante de 1933, que entregaba el control legislativo a Hitler, le daba control del presupuesto, le permitía firmar tratados con naciones extranjeras y le daba la facultad de iniciar enmiendas constitucionales, así como dictar leyes que "podrían desviarse de la Constitución". Sin embargo, la ley no tocaba los poderes del Presidente. 444 diputados del Reichstag votaron a favor de la Ley Habilitante y 94 en contra, todos socialdemócratas. Todos los diputados comunistas (81) y el resto de diputados socialdemócratas (26) habían sido detenidos o habían tenido que huir.
Desde entonces y hasta la muerte de Hitler en 1945, los miembros del Reichstag serían nombrados a dedo por el Partido Nazi, habiendo perdido esta institución toda autoridad constitucional en marzo de 1933.